# زمین‌لرزه ۱۹۸۲ چین
زمین‌لرزه چین  در تاریخ ۱۵ ژوئن ۱۹۸۲ میلادی، برابر با ‎۲۵ خرداد ۱۳۶۱، ساعت ۲۳:۲۴:۲۸ به زمان یوتی‌سی در چین رخ داد. ژرفای این زلزله ۱۰٫۳ کیلومتر بود، و بزرگی آن ۵٫۶ در مقیاس Mw اعلام شده‌است. زمین‌لرزه به وقت محلی در روز چهارشنبه، ساعت ۷ روی داده و منطقه زمانی آن یوتی‌سی +۸ بوده‌است .
سازمان زمین‌شناسی آمریکا نیز رومرکز این زمین‌لرزه را در مختصات ۳۱°۵۴′۲۵″شمالی ۹۹°۵۵′۵۲″شرقی / ۳۱٫۹۰۷°شمالی ۹۹٫۹۳۱°شرقی و ژرفای آنرا در ۱۰ کیلومتر گزارش کرده است. بزرگی برگزیدهٔ این سازمان از میان بزرگیهای محاسبه‌شدهٔ مختلف ۵٫۶ در مقیاس Mb بوده و از دید اثر، در میان چهار دسته‌بندی «نامحسوس»، «محسوس»، «زیان‌آور» یا «با تلفات»، زلزله را «با تلفات» اعلام کرده‌است.
پروژهٔ «تنسور گشتاور مرکزوار» زاویه‌های (راستا، شیب، ریک) گسل سازندهٔ زمین‌لرزه و صفحه عمود بر آنرا (°۱۰۵، °۷۲، °۳-) یا (°۱۹۶، °۸۷، °۱۶۲-) و نوع گسل را «امتدادلغز» فرارسانده‌است.
شمار کشتگان زلزله حدود ۱۱ نفر و تعداد زخمیان ۱۳ نفر برآورده شده‌است.